# 용산 아모레퍼시픽
아모레퍼시픽(영어: Amorepacific)은 대한민국 서울특별시 용산구 한강대로에 위치한 건물이다. 2014년 8월에 착공하여 2017년 6월에 아모레퍼시픽 신사옥이 완공되었고 같은 해 11월에 개장했다.

## 같이 보기
- 아모레퍼시픽(KBS/NHK)